# Albert Michant
Albert Albert Joseph Michant (* 11. Februar 1876 in Etterbeek; † nach 1908) war ein belgischer Wasserballer.
Bei den Olympischen Sommerspielen 1900 und 1908 war er Teil der belgischen Wasserballmannschaft und gewann jeweils die Silbermedaille. Im Finale 1900 verlor man 2:7 gegen das Team aus Großbritannien, 1908 ging das Endspiel erneut an diese – diesmal mit 2:9.